# Фашодский кризис
Фашодский кризис (фр. Crise de Fachoda, англ. Fashoda Incident) — конфликт между Великобританией и Францией в 1898 году, вызванный борьбой за господство в Африке. Название получил от населённого пункта Фашода (современный южносуданский Кодок) на Верхнем Ниле, захваченного вооружённым отрядом под командованием майора французской армии Маршана.

## Причина конфликта
В конце XIX века Африка быстро захватывалась и колонизировалась европейскими колониальными державами. После Берлинской конференции 1885 года по Западной Африке великие державы Европы начали преследование всех оставшихся земель в Африке, которые еще не находились под влиянием другой европейской страны. Современная историография обычно называет этот период африканской истории «борьбой за Африку». Основными державами, вовлеченными в эту борьбу, были Великобритания, Франция, Германия, Бельгия, Италия, Португалия и Испания.
Французское наступление во внутренние районы Африки осуществлялось в основном с атлантического побережья континента (современный Сенегал) на восток, через Сахель вдоль южной границы Сахары, территории, охватывающей современные Сенегал, Мали, Нигер и Чад. Их конечной целью было обеспечить непрерывную связь между рекой Нигер и Нилом и, следовательно, контролировать всю торговлю в и из региона Сахеля в силу существующего контроля над караванными путями через Сахару. У Франции также был форпост недалеко от устья Красного моря во Французском Сомали (ныне Джибути), который мог служить восточным якорем для пояса французской территории с востока на запад по всему континенту.
Британцы же хотели связать свои владения в Южной Африке (Южная Африка, Бечуаналенд и Родезия), со своими территориями в Восточной Африке (современная Кения), а эти две области — с бассейном Нила. Судан, который тогда включал современные Южный Судан и Уганду, был ключом к осуществлению этих амбиций, особенно с учетом того, что Египет уже находился под британским контролем. Эта «красная линия» (т.е. предполагаемая железная дорога Каир-Кейптаун) через Африку стала популярной идеей благодаря британскому алмазному магнату и политику Сесилу Родсу, который хотел, чтобы Африка «окрасилась в красный» (двусмысленная фраза, подразумевавшая установление британского контроля, поскольку территории, которые были частью Британии, часто окрашивались на англоязычных картах в красный цвет). Если провести линию от Кейптауна до Каира и другую линию от Дакара до Французского Сомалиленда (ныне Джибути) вдоль Красного моря в районе Горного Рога (амбиции Франции), то эти две линии пересекутся на востоке Южного Судана, недалеко от город Фашода (современный Кодок), объясняя его стратегическое значение. Французская ось восток-запад и британская ось север-юг не могли сосуществовать; нация, которая сможет занять и удержать пересечение двух осей, будет единственной, кто сможет продолжить реализацию своего плана.
Форт Фашода был основан египетской армией в 1855 году как база для борьбы с работорговлей в Восточной Африке. Он был расположен на возвышенности вдоль 160 километров (100 миль) болотистой береговой линии, в одном из немногих мест, где лодка могла разгрузиться. Окрестности, хотя и болотистые, были населены шиллуками, и к середине 1870-х годов Фашода превратилась в шумный рынок и административный город. Первыми европейцами, прибывшими в этот регион, были исследователи Георг Швайнфурт в 1869 году и Вильгельм Юнкер в 1876 году. Юнкер описал город как «важное торговое место… последний форпост цивилизации, куда путешественники погружаются в дебри экваториального пояса или возвращаются из него». Африка могла бы закупить несколько незаменимых европейских товаров у местных греческих торговцев». Однако к тому времени, когда прибыл Жан-Батист Маршан, заброшенный форт лежал в руинах.
Фашода также была вовлечена в египетский вопрос, давний спор между Соединенным Королевством и Францией по поводу британской оккупации Египта. С 1882 года многие французские политики, особенно те, кто принадлежал к колониальной части, стали сожалеть о решении Франции не присоединяться к Великобритании в оккупации страны. Они надеялись заставить Британию уйти и считали, что колониальный форпост на Верхнем Ниле может служить базой для французских канонерских лодок. Ожидалось, что это, в свою очередь, заставит британцев покинуть Египет. Другая предложенная схема включала строительство массивной плотины, перекрывающей водоснабжение Нила и вытесняющей британцев (этот фантастический проект нашёл свое литературное отражение в приключенческом романе Поля д'Ивуа "Тайна Нилии" (1900)). Эти идеи были крайне непрактичными, но им удалось занять публику и политическое сообщество Франции и встревожить многих британских чиновников.
Другие европейские страны также были заинтересованы в продвижении и установлении контроля над долиной Верхнего Нила. Итальянцы получили фору со своего эритрейского аванпоста в Массаве на Красном море, но поражение при Адуа в марте 1896 года положило конец их продвижению. В сентябре 1896 года бельгийский король Леопольд II, суверен Свободного государства Конго, направил колонну из 5000 конголезских солдат с артиллерией к Белому Нилу из Стэнливиля на реке Верхнее Конго. Им потребовалось пять месяцев, чтобы добраться до озера Альберт на Белом Ниле, примерно в 800 километрах (500 миль) от Фашоды, но к тому времени их солдаты были настолько разгневаны обращением с ними, что 18 марта 1897 года они подняли мятеж. Многие бельгийские офицеры были убиты, а остальные были вынуждены бежать.

## Поход капитана Маршана

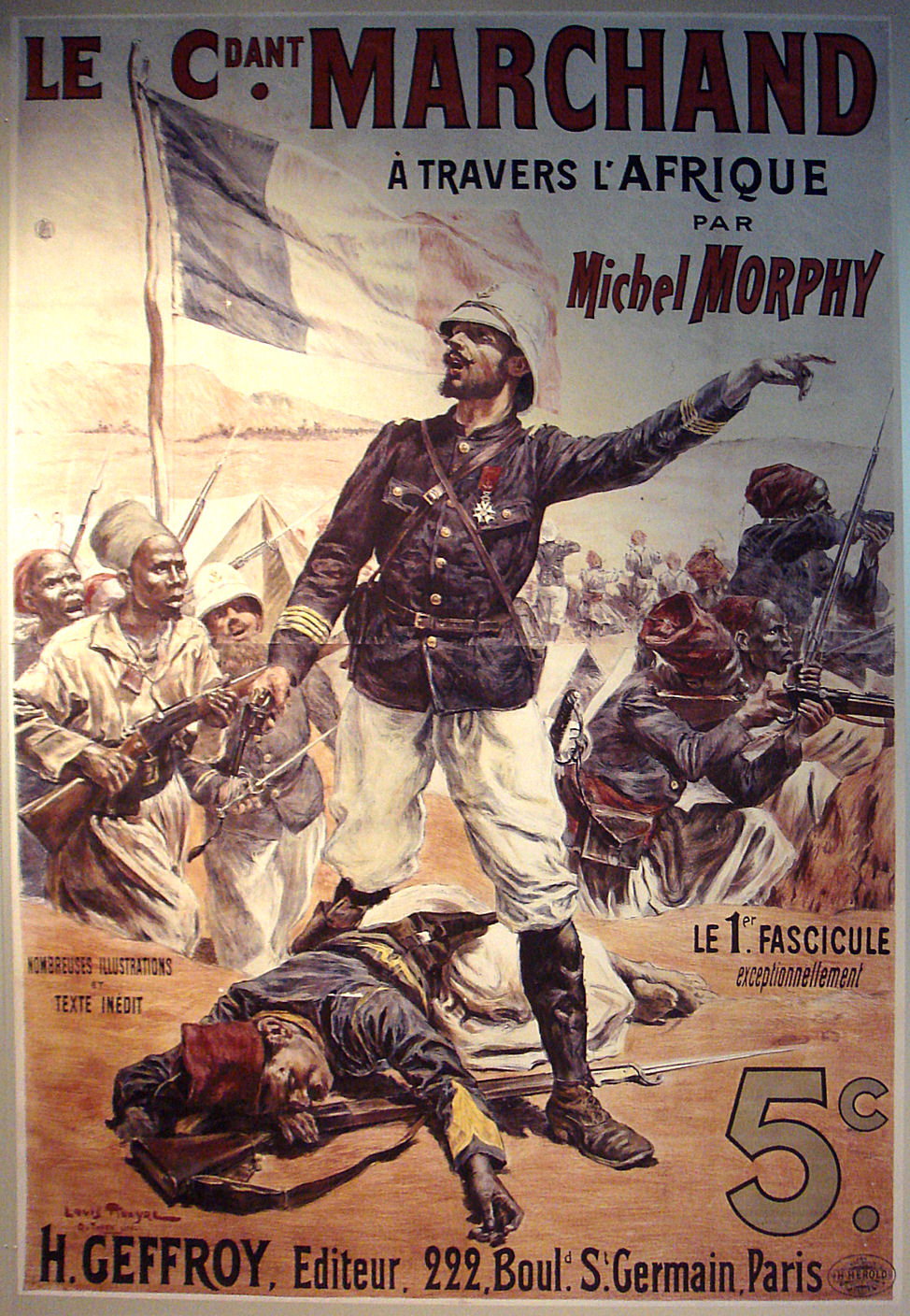
Поход капитана Маршана. Пропагандистская брошюра

Франция сделала свой ход, отправив капитана Жана-Батиста Маршана, ветерана завоевания Французского Судана, обратно в Западную Африку. Он отправил отряд, состоящий в основном из западноафриканских колониальных войск из Сенегала, на корабль, направлявшийся в Центральную Африку. 20 июня 1896 года он достиг Либревиля в колонии Габон с отрядом всего в 120 тиральеров и 12 французских офицеров, унтер-офицеров и вспомогательного персонала — капитана Марселя Жозефа Жермена, капитана Альберта Баратье, капитана Шарля Манжена, капитана Виктора Эммануэля Ларжо, лейтенанта Феликс Фуке, учителя по имени Дай, доктора Жюля Эмиля Майора, прапорщик Де Пра, сержанта Жорджа Дата, сержанта Бернара, сержанта Венаиля и военного переводчика Ландеруэна.
Войска Маршана выступили из Браззавиля на арендованном бельгийском пароходе с приказом обезопасить территорию вокруг Фашоды и объявить её протекторатом Франции. Они поднялись по реке Убанги до её навигационного пункта, а затем прошли по суше (перенеся 100 тонн припасов, включая складной стальной пароход с однотонным котлом) через джунгли и кустарники в пустыни Судана. Они путешествовали через Судан до Нила. Там их должны были встретить две экспедиции, шедшие с востока через Эфиопию, одну из которых, из Джибути, возглавил Кристиан де Боншам, ветеран экспедиции Стейрса в Катангу.
После трудного 14-месячного пути через сердце Африки экспедиция Маршана прибыла 10 июля 1898 года, но экспедиция де Боншана не смогла вовремя прибыть к месту встречи сделать из-за того, что эфиопы приказали ей остановиться, а затем она потерпела аварию в ущелье Баро. Таким образом, небольшой отряд Маршана оказался изолированным и одиноким.
Тем временем британцы занимались англо-египетским завоеванием Судана, продвигаясь вверх по реке из Египта. 18 сентября флотилия из пяти британских канонерских лодок прибыла в изолированный форт Фашода. На их борту находились 1500 британских, египетских и суданских солдат во главе с сэром Гербертом Китченером, в том числе подполковником Горацием Смит-Дорриеном. Маршан получил неверные сообщения о том, что приближающиеся силы состоят из дервишей, но теперь оказался перед лицом дипломатического, а не военного кризиса.
Обе стороны настаивали на своем праве на Фашоду, но согласились дождаться дальнейших указаний из дома. Оба командира вели себя сдержанно и даже с некоторым юмором. Китченер уговорил Маршана выпить с ним виски, употребление которого французский офицер назвал «одной из величайших жертв, которые я когда-либо приносил ради своей страны». Китченер осмотрел ухоженный французский сад, комментируя: «Цветы в Фашоде! Ох уж эти французы!»

## Ход политического конфликта

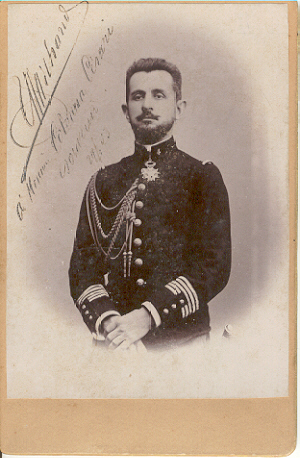
Жан-Батист Маршан

Более серьезно британцы распространяли французские газеты, подробно описывающие политический хаос, вызванный делом Дрейфуса, предупреждая, что Франция не в состоянии оказать серьезную поддержку Маршану и его партии. Новости о встрече были переданы в Париж и Лондон, где они воспламенили гордость обеих стран. Последовало широкомасштабное народное возмущение, когда каждая сторона обвиняла другую в неприкрытом экспансионизме и агрессии. Оба правительства, однако, отреагировали осмотрительно. Французы осознавали опасность войны на два фронта против Великобритании и Германии. Великобритания не имела союзников, которые могли бы ее поддержать в случае конфликта, и не могла рассчитывать на дипломатическую поддержку. Лондон и Париж одинаково не хотели вести войну из-за отдаленных территорий, а формальные претензии Египта на Судан поставили британцев в лучшее юридическое положение. Кризис продолжался в течение сентября и октября 1898 года, в течение которых королевский флот разработал военные приказы и мобилизовал свои резервы.
Маркиз Солсбери обратился к французскому министерству Бриссона с запросом, на каком основании Франция овладела Фашодой, после того как Британская империя несколько раз заявляла о своём решении не допускать на Ниле утверждения какой бы то ни было европейской державы.
Будучи командующим англо-египетской армией после  победы над дервишами,в битве при Омдурмане, Китченер находился в процессе отвоевания Судана от имени египетского хедива, и после битвы он открыл запечатанные приказы исследовать французскую экспедицию. Китченер высадился в Фашоде в форме египетской армии и настоял на поднятии египетского флага на некотором расстоянии от французского флага.
С военно-морской точки зрения ситуация складывалась в пользу Британии, и этот факт признавали французские депутаты после кризиса. Некоторые историки отдали должное Маршану за то, что он сохранял спокойствие. Военные факты, несомненно, были важны для Теофиля Делькассе, недавно назначенного министра иностранных дел Франции. «У них есть солдаты. У нас есть только аргументы», - смиренно сказал он. Кроме того, он не видел никаких преимуществ в войне с англичанами, тем более что он стремился завоевать их дружбу в случае любого будущего конфликта с Германией. Эфиопский отряд, в составе которого был русский военный советник Л. К. Артамонов, опаздывал к месту событий. Делькассе не смог добиться какой-либо дипломатической поддержки от Российской империи, с которой у Франции ранее была заключена военная конвенция - Россия в этот момент была занята укреплением своих позиций на Дальнем Востоке в связи с постройкой КВЖД и приобретением Ляодунского полуострова, российские флот и армия в это время перевооружались и серьезной поддержки оказать не могли. Поэтому министр активно настаивал на мирном разрешении кризиса, хотя это и способствовало волне национализма и англофобии. В редакционной статье, опубликованной в журнале L'Intransigeant 13 октября, Виктор Анри Рошфор написал: «Германия продолжает бить нас по лицу. Давайте не будем подставлять щеку Англии».  Как пишет профессор П. Х. Белл: "Между двумя правительствами произошла короткая битва воли, когда британцы настаивали на немедленном и безоговорочном выводе французов из Фашоды. Французам пришлось принять эти условия, что было равносильно публичному унижению".
Не подготовленная к морской войне с Великобританией и опасавшаяся ослабления французских позиций в Европе, Франция отступила. После непродолжительных дипломатических переговоров, во время которых британское правительство весьма недвусмысленно дало понять, что оно сочтёт удержание Фашоды французами за casus belli, 3 ноября французское правительство тихо приказало своим солдатам уйти, и кризис закончился мирно. Маршан предпочел вывести свои небольшие силы через Абиссинию в Джибути, а не пересекать территорию Египта, совершая относительно быстрое путешествие на пароходе по Нилу.

## Последствия

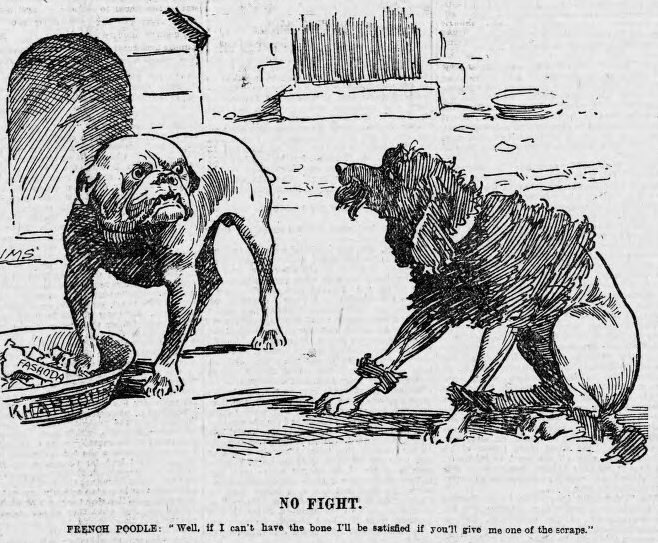
Французский пудель выпрашивает объедки у британского бульдога. Британская карикатура

Эпизод вызвал сильное раздражение во французском обществе и печати - помимо романа д'Ивуа появилось несколько романов вторжения. Многие французские националисты и политики, в том числе такие решительные защитники реванша, как Кассаньяк, заговорили о необходимости союза с Германией против Соединённого Королевства. Французские националисты героизировали Маршана и, как и Лига национальной обороны, включили Фашоду в свою защиту армии, брошенной кампанией Дрейфуса.
После этого конфликта, которого едва удалось избежать, во Франции воцарилось национальное чувство бессилия и унижения, что впоследствии привело к волне англофобии.
21 марта 1899 года была подписана франко-британская конвенция, ограничивавшая соответствующие зоны влияния двух колониальных держав водоразделом между Нилом и притоками озера Чад. Чтобы сохранить лицо и ограничить масштабы унижения, это соглашение включено в качестве дополнительного акта в текст соглашения от 14 июня 1898 года, который установил северные границы Дагомеи и Золотого Берега и исправил некоторые пункты линии Сай-Баруа в пользу Франции. «Страх перед другим», исходивший от двух стран, впоследствии рассеялся благодаря заключению соглашения, подписанного 8 апреля 1904 года Великобританией и Францией. Это понимание, поначалу полное недоверия, постепенно переходит в дружбу. Конкретно, Франция получает Уадай, Канем, Багирми, Тибести в качестве компенсации, что вызывает резкую реакцию со стороны Османской империи, игнорируемой Соединенным Королевством в качестве субъекта. Более того, воспользовавшись своим успехом, британское правительство добилось создания в январе 1899 года британско-египетского кондоминиума Судан, переданного под власть лорда Китченера.
Несмотря на националистический пыл, правительства двух стран всегда сохраняли относительное спокойствие и теплые отношения перед лицом этого кризиса. Британское мнение, несмотря на успехи британской дипломатии, могло бы сохранить определенную враждебность по отношению к Франции, если бы Вторая англо-бурская война не произошла вскоре после этого. Во Франции реакция была бурной, но недолгой. Действительно, вопрос Эльзаса-Лотарингии, секуляризма и особенно дела Дрейфуса, несомненно, в большей степени, чем Фашода, обострили чувствительность момента.